# Scissor Sisters (album)
A 2004-es Scissor Sisters a Scissor Sisters debütáló nagylemeze. A brit és ír albumlistákon number one lett, 2004-ben az Egyesült Királyság legeladottabb albuma. Megjelenése óta az Egyesült Királyságban hétszeres platinalemez lett, Írországban az ötszörös platina minősítést kapta meg. Hazájukban, az Egyesült Államokban a lemez csekély sikereket ért el, a Billboard 200-on csak a 102. helyig jutott. Szerepel az 1001 lemez, amit hallanod kell, mielőtt meghalsz című könyvben.
A 2005-ös Brit Awards-on elnyerte a legjobb nemzetközi albumnak járó díjat.

## Az album dalai
|     | Cím                                      | Szerző(k)                      | Hossz |
| --- | ---------------------------------------- | ------------------------------ | ----- |
| 1.  | Laura                                    | Scott Hoffman, Jason Sellards  | 3:36  |
| 2.  | Take Your Mama                           | Hoffman, Sellards              | 4:31  |
| 3.  | Comforably Numb (Pink Floyd-feldolgozás) | David Gilmour, Roger Waters    | 4:25  |
| 4.  | Mary                                     | Hoffman, Sellards              | 4:43  |
| 5.  | Lovers in the Backseat                   | Hoffman, Sellards              | 3:15  |
| 6.  | Tits on the Radio                        | Hoffman, Ana Lynch, Sellards   | 3:16  |
| 7.  | Filthy/Gorgeous                          | Hoffman, Lynch, Sellards       | 3:46  |
| 8.  | Music Is the Victim                      | Derek Gruen, Hoffman, Sellards | 2:57  |
| 9.  | Better Luck Next Time                    | Gruen, Hoffman, Sellards       | 3:08  |
| 10. | It Can't Come Quickly Enough             | Hoffman, Sellards              | 4:42  |
| 11. | Return to Oz                             | Hoffman, Sellards              | 4:34  |

## Közreműködők
- Jake Shears – ének
- Babydaddy – basszusgitár, billentyűk, gitár, háttérvokál
- Ana Matronic – ének
- Del Marquis – gitár, basszusgitár
- Paddy Boom – dob, ütőhangszerek

## Fordítás
Ez a szócikk részben vagy egészben a Scissor Sisters (album) című angol Wikipédia-szócikk ezen változatának fordításán alapul.  Az eredeti cikk szerkesztőit annak laptörténete sorolja fel. Ez a jelzés csupán a megfogalmazás eredetét és a szerzői jogokat jelzi, nem szolgál a cikkben szereplő információk forrásmegjelöléseként.